# 성승용
성승용(成承鏞, 1965년 8월 14일~)은 대한민국의 의사, 면역학자, 기업가이자 교수이다. 면역학적 메커니즘을 이용한 치료약 개발, 선천면역, 염증반응 등을 연구한다. 수지상세포 활성 과정을 연구하며 DAMP 개념을 세계 최초로 제시하였다. 아토피 피부염, 알쯔하이머 병, 궤양성 대장염등에 대한 치료제를 개발 중이다. 모두 GPCR19를 표적으로 선천면역계와 후천면역계를 조절하는 기전을 가진다.

## 같이 보기
- 위험 이론
- 선천적 면역
- 샤페론